# Angaturama
Angaturama – rodzaj wymarłego dinozaura gadziomiednicznego, teropoda z rodziny spinozaurów.
Skamieniałości nieznanego wcześniej nauce dinozaura znaleziono w Brazylii. Spoczywały w skałach z kredy wczesnej (alb), co czyni z nich wedle autorów pierwsze wczesnokredowe znalezisko teropoda w Brazylii. W tym samym roku opisano innego spinozauryda Irritator, z tego samego basenu sedymentacyjnego Araripe. Znaleziono w nim później i inne teropody, jak Santanaraptor placidus, niewielka Mirischia assymetrica i Aratasaurus zaliczane do celurozaurów. Wszystkie skamieniałości dinozaurów z tego basenu pochodzą z formacji Romualdo. W skałach basenu odkrywano także szczątki krokodyli, skały formacji dostarczyły skamieniałości ryb i pterozaurów (Anhangueridae). 
Znalezione skamieniałości obejmowały przednią część czaszki, cechującej się nadzwyczaj spłaszczonym bocznie pyskiem, podobnie jak w przypadku Irritator, jak również dobrze rozwiniętym grzebieniem kości przedszczękowej o przebiegu strzałkowym. Również Irritator nosił podobny grzebień. Rodzaje łączyły również pewne cechy budowy zębów o zaokrąglonych koronach i nieząbkowanym kile. Kość przedszczękowa liczy 7 zębodołów.
Odmienności pozwoliły na opisanie nowego rodzaju dinozaura. Opisany został przez Aleksandra W.A. Kellnera i Diogenesa de A. Camposa w lutym 1996 roku w czasopiśmie Neues Jahrbuch für Geologie und Paläontologie-Abhandlungen, w publikacji zatytułowanej First Early Cretaceous theropod dinosaur from Brazil with comments on Spinosauridae. Inne cechy szkieletu pozwoliły zaliczyć rodzaj do rodziny Spinosauridae.

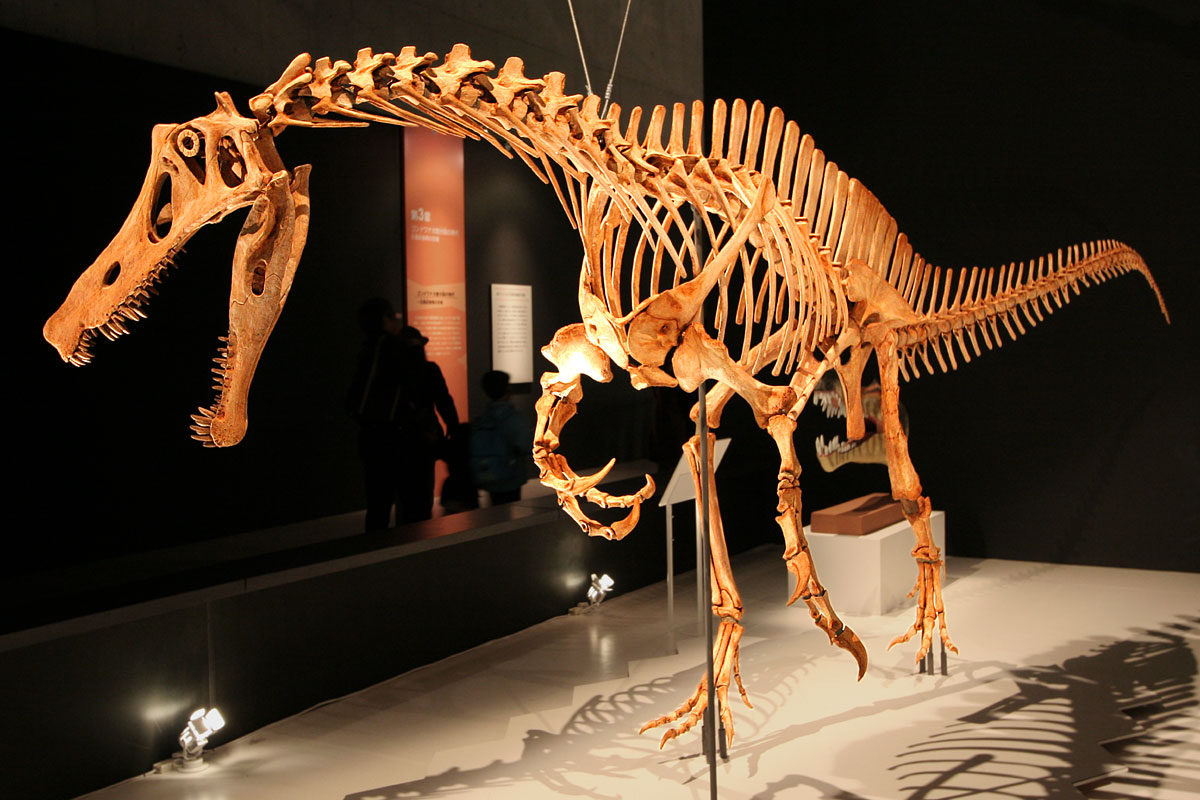
Część badaczy utożsamia Angaturama z Irritator

Nie wszyscy autorzy poparli stanowisko Kellnera i Camposa. Naish i inni przywołują tutaj pracę, w której rok po opisie Charig i Milner uznali Angaturama raczej za młodszy synonim Irritator, jak również publikację Sereno, w której przy okazji opisu rodzaju Suchomimus paleontolog potraktował Irritator i Angaturama jako jeden takson. Znacznie odważniejszy pogląd podał Holtz. Nie tylko uznał, że oba okazy należą do tego samego rodzaju i gatunku. Zaproponował wręcz, że stanowią pozostałości tego samego osobnika. Z poglądem tym stanowczo nie zgodzili się kreatorzy kolejnego brazylijskiego rodzaju Spinosauridae Oxalaia. Piszą oni, że Angaturama, choć zwykle zaliczana do Spinosaurinae, różni się morfologią od pozostałych przedstawicieli tej podrodziny, wobec czego może w rzeczywistości być reprezentantem innej grupy Spinosauridae.